# The Marshmallow Overcoat
The Marshmallow Overcoat — американская группа гаражного рока, сформированная вокалистом Timothy Gassen, известным также под псевдонимом «Randy Love», в Тусоне, в 1986 году. Их часто ассоциируют с группами Paisley Underground/neo-psychedelia. Название группы было вдохновлено диалогом из документального фильма Мартина Скорсезе «Последний вальс».
Первый контракт группа подписала с лейблом Dionysus Records в Лос-Анджелесе, на котором появился дебютный альбом The Inner Groove (1987). Их заметили на международном уровне, назвав их звучание «современной психоделией» и «саундом Аризоны». Последующие релизы на Skyclad/Get Hip Records и европейских лейблах Music Maniac (Германия) и Psych-Out (Франция), а также международный тур способствовали росту количества поклонников в Европе и Америке. Их видеоклипы транслировали по кабельным каналам, на более, чем 50 телепередачах. В частности, на телевизионном шоу 120 Minutes по MTV и Night Tracks по TBS (телеканал).
В период между 1991-1993 гг. группа сократила своё название до Overcoat. В 1996 году концертные выступления были остановлены, однако в 2000 году группа была реорганизована и продолжила издавать альбомы до 2011 года. Хотя группа отыграла свой последний концерт в 2008 году, многие современные гаражные группы приводят The Marshmallow Overcoat в качестве основного источника влияния. В 2013 году Timothy Gassen стартовал успешную акцию на сайте Kickstarter по сбору средств для реализации сборника лучших песен The Very Best Of (2014).

## Дискография

### Альбомы
- The Inner Groove (1987) Dionysus Records (USA)
- Try On... (1988) Skyclad/Get Hip Records (USA)
- Three Chords... And A Cloud Of Dust! (1991) Dionysus Records (USA)
- Fuzz, Screams & Tambourines! (1991) Kinetic Vibes Records (France)
- A Touch Of Evil (1993) Music Maniac Records (Germany)
- All You Need Is Fuzz (1993) Collectables Records (USA)
- The Baroque Sounds Of (1995) Misty Lane (Italy)
- Marshmallow Overcoat (1996) 360 Twist! Records (USA)
- The Light Show (2008) Purple Cactus Media Productions (USA)
- Goodnight.Goodbye. (2009) Purple Cactus Media Productions (USA)
- The Complete Sound (2011) Garage Nation Records (USA)
- The Very Best Of (2014) Garage Nation Records (USA)

### Синглы
- Groovy Little Trip b/w Stop It Baby 7" (Dionysus Records) 1986 (USA)
- Suddenly Sunday b/w Tomorrow Never Knows 7" (Skyclad/Get Hip Records) 1988 (USA)
- Season Of The Witch b/w 1000 Years Ago 7" (Face Records) 1991 (Italy)
- Fly Away b/w Can't Stop Thee Hands Of Tyme 7" (Sound Effect) 2005 (Greece)

### EP
- Alive (Dionysus Records) 1989 (USA)
- Beverly Pepper (Skyclad/Get Hip Records) 1990 (USA)
- Psilocybic Mind (Psych-Out Records) 2003 (Italy)

## Видеоклипы
- Stop It Baby 1986
- Suddenly Sunday 1988
- 13 Ghosts 1990
- The Mummy 1991
- Bones Crack 1993 (live clip)
- 26 Ghosts 2005
- Psilocybic Mind 2006